# Пелене
Пелене су специфичан тип доњег рубља које има посебан слој који упија урин. До 90-их година 20. века пелене су коришћене за негу новорођенчади и деце узраста до две године. На лекарској конференцији одржаној 1990. године један амерички лекар је својим колегама представио модел пелена за одрасле. Производ је веома брзо заживео и ушао у широку употребу. Пелене за одрасле користе људи који из било ког разлога имају проблем са контролом физиолошких потреба, непокретни или они чија професија то захтева (космонаути, рониоци, пењачи, инсталатери).
Постоје пелене за једнократну и вишекратну употребу. О којој год врсти да је реч, веома је важно да се редовно мењају, перу, чисте како би се избегао настанак потенцијалне инфекције или кожне реакције код особа које их употребљавају.
Пелене не носе само људи, већ постоје и оне које се користе за животиње.

## Врсте пелена
Пелене, било да се ради о деци или одраслима, могу бити једнократне или вишекратне.

### Пелене за вишекратну употребу
Пелене за вишекратну употребу су направљене од памучног материјала, тетра платна, или фланела. Најчешће су квадратног или правоугаоног облика, а пошто се поставе око бебе причвршћују се сигурносном иглом или се преко њих поставља шведска пелена (код деце). Њихова предност је та што се могу опрати и поновно користити, што представља пре свега финансијску олакшицу, а осим тога није неопходно поседовати већу количину пелена у сваком тренутку.
У новије време производе се платнене пелене за децу које представљају спој модерног и традиционалног повијања. Обликом подсећају на једнократне пелене јер су гумиране око струка и ногу, па нема бојазни од цурења садржаја. Причвршћују се дрикерима, тако да може да се коригује њихова ширина и величина. За разлику од једнократних, модерне платнене пелене су еколошке јер су периве и за цео период коришћења је довољно 15-20 комада. Такође, ове пелене могу се користите и за наредно дете, што може представљати двоструку уштеду. Модерне платнене пелене не садрже хемикалије и прозрачне су као и оне класичне од тетра платна, али за разлику од њих не треба их искувавати, као ни пеглати јер су обликоване. Материјали од којих су израђене су много квалитетнији и прилагођени потребама беба. Флеке се много лакше уклањају него код класичних, моћ упијања је боља, а мекоћа неупоредива и после више прања.

#### Историја
Обмотавање сасвим мале деце која још нису научила да контролишу своје физиолошке потребе старо је колико и људска историја. Традиционалнe платнене пелене, квадратне или правоугаоне тканине израђене од памучног тетра платна или фланела, у Европи и Северној Америци ушле су у ширу употребу у последњих деценија 19. века. Производња пелена у Америци се омасовила 1887. године. Ове пелене су се обмотавале око детета и причвршћивале зихернадлом. Почетком 20. века свест о бактеријама као узрочницима многих болести проширила се међу популацијом, па је искувавање пелена постала уобичајена хигијенска мера.

### Пелене за једнократну употребу
Пелене за једнократну употребу су израђене од пластике, посебне врсте тоалетног папира или влакна која садрже хемикалије за боље упијање, а након коришћења се бацају у смеће и не могу се изнова користити. Ова врста пелена се најчешће користи код мале деце, а у случају одраслих код кућних болесника или болничких пацијената који су привремено онеспособљени да се крећу и обављају редовне физиолошке потребе. Најчешће се производе пелене на преклоп, али постој и оне које имају облик доњег веша.

#### Историја
Проналазак пелена за једнократну употребу приписује се америчкој изумитељки Марион Донован (Marion O’Brien Donovan, 1917-1998). Инспирацију за овај проналазак пронашла је у свакодневној фрустрацији непрестаним мењањем пелена и мокре постељине када јој се 1946. године родило прво дете. Први њен проналазак биле су непромочиве пелене, које је патентирала 1951. године, а патент продала за милион долара. Додавањем посебног упијајућег папира усавршила је проналазак и направила прве пелене за једнократну употребу. Са масовном производњом ових пелена започео је 1961. године амерички инжењер Виктор Милс за предузеће Проктор енд гембл под називом „Памперс”.
Од прилике у исто време сличан производ изумела је и Шкотланђанка Валери Хантер Гордон, мајка шесторо деце. Након што је 1947. године родила своје треће дете схватила је да не жели да свој живот проведе у прању, сушењу и пеглању памучних пелена. Прве пелене за једнократну употребу Валери је израђивала од старих падобрана, памука и вате и направила је стотине комада седећи за шивећом машином за кухињским столом. Пошто је производ показала пријатељицама, оне су се одушевиле и Валери је почела да израђује пелене и за њих, стално усавршавајући дизајн и издржљивост. Њен супруг, мајор Пат Хантер Гордон такође се укључио у производљу, снабдевајући је искоришћеним падобранима. Пар је регистровао свој патент 1948. и ускоро су стигле понуде од неких великих компанија и прве једнократне пелене, под називом „Пади”, нашле су се у продавница 1949. године. 
У прво време ове пелене су изазвале контроверзе. Док су мајке биле одушевљене, поједини лекари су упозоравали да би оне могле оштетити бебину кожу. Још један проблем био је више друштвене него медицинске природе – људи после рата нису били вољни да било шта бацају, па чак ни прљаве пелене. Ипак, након што је један војни лекар написао текст о томе да користи „Пади” у одгоју своје бебе, јавно мњење се предомислило и потражња за овим пеленама је вишеструко порасла. Производ је учестововао на две светске изложбе и ускоро почео да се дистрибуира широм света. Само до краја 1949. године продато је више од 750.000 паковања. Компанија је 60-их година угашена јер ју је потиснуо амерички бренд „Памперс”.

## Пелене за децу
Повијање беба у пелене старо је колико и човечанство. Данас се за то користе вишекратне и једнократне пелене. Сматра се да су памучне пелене здравије и пријатније за ношење. У потпуности су израђене од природног материјала, памука који је мек, веома добро упија течност, а кожи бебе омогућава да несметано дише. Код платнених пелена готово је немогуће доћи до појаве пеленског осипа, сем ако се не пресвлаче редовно. Урин здраве бебе је стерилан и сам по себи не може да изазове иритацију коже. Осип могу да изазову неправилно одржаване пелене, алергија, раст зубића, коришћење влажних марамица и други разлози, али не и сама мокра пелена. Једнократне пелене упијају велику количину течности, па су бебе дуго у истој пелени што је нездраво због бројних хемикалија које услед дужег стајања иритирају кожу бебе. Направљене су да упијају течност, па беба и не осећа када је мокра, док код памучних пелена беба на неки начин покушава да крене пажњу да је време за промену. На тај начин дете раније постаје свесно својих физиолошких функција, што доприноси и ранијем одвикавању од пелена. Савремене памучне пелене на себи могу да имају чичак траку или дрикере ради лакшег причвршћивања, а могу се користити од самог рођења па све до краја ношења пелена. За све то време потребно је око 25 пелена и уз њих 2-4 комада заштитних гаћица. С друге стране, једнократне пелене се праве у више величина, према тежини бебе и дању се мењају на свака два сата. Лакше их је скидати и стављати и мање цуре од платнених, а после употребе се бацају.

### Шведске пелене
Шведска пелена или шведски повез се користи за широко повијање бебе и да би се платнене пелене фиксирале, чиме се избегава употреба зихернадле. Погодне су и за такозвано широко повијање које се користи ради правилног развоја бебиних кукова. На рођењу кукови нису потпуно формирани, а њихово сазревање и формирање траје првих шест месеци живота. Све док траје сазревање кукова добро је бебу широко повијати. Неки педијатри сматрају да папирне пелене за једнократну употребу сасвим задовољавају потребу за широким повијањем и да није потребно стављати шведски повој преко пелена за једнократну употребу.

### Пеленски осип
Код деце се чешће, као последица ношења пелена, јавља пеленски осип, за који постоји више узрока, од гљивичне инфекције, обичног пеленског дерматитиса (оједа) до промене на кожи узроковане микроорганизмима. Кожна инфекција је последица размножавања различитих бактерија (најчешће Staphylococcus aureus) и гљивица (најчешће Candida albicans).
Промене не кожи пеленске регије могу варирати од лаганог црвенила, преко тачкастог осипа, до задебљале коже и гнојних раница. Све те промене се могу свести под пеленски осип. Пеленски осип може се појавити било кад, али постоје одређени периоди у којима су бебе знатно осетљивије, какви су: период преласка са дојења на исхрану на флашицу, ницање првих зубића, увођење немлечне хране, први оброци крављег млека или терапија антибиотицима. Остали узроци појаве пеленског осипа могу бити ретко мењање пелена, недовољно чишћење коже од остатака мокраће и столице, хемијски састојци једнократних пелена, хемијски састојци детерџената и омекшивача код употребе платнених пелена, влажно и топло окружење током лета и слични.
Да до пеленског осипа не би дошло потребно је:
- Мењати пелене кад год се беба помокри, чак и кад се користе једнократне пелене с великом моћи упијања (барем свака два сата).
- Мењајте пелене одмах након обављене велике нужде.
- Код употребе једнократних пелена испробати различите врсте, како би се установило које највише одговарају бебиној кожи.
- Вишекратне платнене пелене искувавати и после сваког прања пеглати.
- За чишћење пеленске регије користити немирисне марамице или обичну воду.
- Што чешће остављати пеленску регију откривену.
- Код осетљиве коже користити крему за пеленску регију.[17]

## Пелене за одрасле
У неким ситуацијама и одраслима је потребан заштитни доњи веш, какав представљају пелене. Најчешћи корисници након деце су људи старије животне доби, али постоје и пелене за одрасле особе са здравственим проблемима, као и за одређене професије. 
У дубокој старости људи понекад не могу контролисати физиолошке потребе. Непријатности које им се у том смислу могу догодити приликом путовања, шетње или било којег изласка из комфора свог дома могу се решити употребом пелена за одрасле или сличним производима. 
Код неких повреда употреба пелена олакшава стање пацијента и побољшава квалитет живота. Такође се пелене користе и код болесника који се опорављају од срчаног или можданог удара, болести уринарног тракта и ректума, хроничне дијареје или у постоперативном периоду. Деменција је такође једно од стања у коме су пелене за одрасле неопходне. Услед деменције болесници не могу препознати када имају потребу за пражњењем их морају носити из хигијенских разлога.
Пелене за одрасле користе и особе који имају проблем контролисања физиолошких потреба. То су углавном особе које пате од уринарне односно фекалне инконтиненције (неконтролисано избацивање урина односно столице).
Постоје професије у којима не постоји могућност да се природна потреба реши на други начин. Међу таквима су космонаути, рониоци, пењачи и други.
Понекад и одрасле особе које немају физичких проблема такође носе пелене. Неки то раде ради забаве, што је обично облик сексуалног ужитка, или се ради о емоционалним проблемима. Такве особе се називају Adult Baby-Diaper Lovers (ABDL). Истраживања су показала да разлози оваквог понашања могу бити анксиозност или психолошки проблеми услед одбацивања од стране родитеља родитеља током детињства.

### Проблеми ношења пелена код одраслих
Проблеми са којим се суочавају готово све особе које стално или повремено користе пелене су првенствено естетске природе. Због свог обима и структуреве ове пелене се најчешће виде испод одеће. Већина људи, због осећаја стида, табуа, или због достојанства избегава да их носи чак и када је то најсигурније решење за њихове проблеме. Зато најчешће избегавају проведу дужи временски период или преноће било где, чак и да уопште излазе из куће, или у страху да ће им се десити нека непријатност услед проблема који их прати.

## Пелене за животиње
Осим пелена за људе, последњих година све чешће се користе и пелене за животиње. Најчешће се користе код паса.
Специјалне пелене за псе у великој мери могу да олакшају бригу о псу, али и саму дресуру пса. У новије време постају све популарније и људи их све више купују, како би себи олакшали, а свом љубимцу пружили апсолутну негу и удобност. Постоје две основне врсте пелена за псе, у зависности од тога да ли су у питању штенци или одрасли пси.
- Пелене за штенце користе се у току прва три, а у неким случајевима и до шест месеци живота, у периоду када штене није способно да контролише обављање својих физиолошких потреба. Имају за циљ да одвикну пса од обављања нужде на различитим местима у стану. Оне се не стављају на пса, већ представљају простирку за обављање нужде.[20] Садрже соду-икарбону и основна сврха им је да упију течност и елиминишу непријатан мирис. На ове пелене се наноси препарат који има за циљ да својим мирисом привуче штене.

- Пелене за одрасле псе стављају се директно на пса. Користе се уколико пас не може најбоље да контролише вршење нужде или га власници воде на дуже путовање, као и за женке у процесу терања. Ове пелене су једнократне. Лако се постављају јер имају самолепљиве траке и лако их је фиксирати. Израђују се у различитим величинама. Код употребе ових пелена може се појавити један проблем, а то је да пси не желе да их носе на себи. Ипак, уз упорност и стрпљење власника могу се привићи.[21]

Слична опрема употребљава се и код коња, али и магараца који се користе у урбаним зонама, било за ношење терета или за вучу, како не би прљали улице.
Пелене се чак праве и за кокошке, како би се спречило да свој измет остављају по целом простору у ком се чувају или у ком се представљају на различитим изложбама живине.

## Еколошки аспект
Једнократне пелене представљају велики еколошки проблем. После употребе се бацају и на тај начин ствара се огромна количина отпада. Једна беба током периода од око 2,5 године, колико је у просеку потребно користити их, потроши око 6.000 комада. Време разградње пелена на депонијама се процењује на 500 година. На депонијама оне заузимају велики простор, током разградње испуштају штетне материје, а не постоји могућност рециклаже. Једино решење је спаљивање, али за тај процес потре специјални инсинератори (пећи за спаљивање отпада) са посебном контролом издувних гасова. Постоји и опасност од ширења болести током њихове разградње, јер се у тло испуштају разне хемикалије, међу којима је и диоксин који је познат као канцероген. Такође сам садржај пелена, мокраћа и столица, често садрже живе ћелије болести из вакцина које бебци добијају. Контаминација тла оваквим супстанцама може бити опасна уколико продру у системе подземних вода. Према светским подацима по количини отпада једнократне пелене налазе се на самом врху на комуналним депонијама, чак на трећем месту.
За разлику од једнократних, вишекратне платнене пелене не загађују околину, јер се користе више пута, а и када се баце лако се распадају јер су прављене од природних материјала (памука). Такође их је могуће и рециклирати. Осим тога ове пелене могу се користити и за друго дете, што представља и значајну уштеду у финансијском смислу.